# 木村心一
木村 心一（きむら しんいち、1982年 - ）は、日本の小説家、ライトノベル作家。京都府京都市出身。

## 活動
2008年、富士見書房主催の第20回ファンタジア大賞に『これはゾンビですか? はい、魔法少女です』で応募し、佳作を受賞。
2009年、富士見ファンタジア文庫より、受賞作を改題した『これはゾンビですか?1 はい、魔装少女です』でデビュー。
2015年、ドラゴンマガジン誌上企画「龍皇杯」で『暗黒騎士を脱がさないで』が1位。

## 作品
- これはゾンビですか?（富士見ファンタジア文庫 2009年 - 2015年）
- ロック・ペーパー・シザーズ（富士見ファンタジア文庫 2013年 - 2014年）
- はるかぜ小隊、錬成せよっ!（角川スニーカー文庫 2014年）
- 暗黒騎士を脱がさないで（富士見ファンタジア文庫 2015年 - 2017年）
- ゲーム・プレイング・ロール（角川スニーカー文庫 2017年）
- 異世界が地球を制圧して100年、東京に帰ったらエルフの家族ができました。（角川スニーカー文庫 2018年）
- 俺は1000の召喚獣を持っている。君は?（富士見ファンタジア文庫 2018年）
- マスター、ご注文は殲滅魔法だそうです。カフェのオーナー、実は王国最高の魔導師（角川スニーカー文庫 2019年）

## WEBラジオ
これはゾンビですか?#WEBラジオも参照。
- 木村心一のOne Heart With you（仮）（2010年5月 - ）
- 「これは○▼×ですか? はい、ラジオです」（2011年1月14日配信分・第2回ゲスト）